# Fragment de Finnsburh
Le fragment de Finnsburh, ou fragment de Finnesburg, est tout ce qui reste d'un poème épique en vieil anglais aujourd'hui perdu. Ce fragment, long de 48 vers, décrit la défense du fort de Finnsburh par le prince Hnæf et ses soixante compagnons. Cet événement est également mentionné dans d'autres sources, en particulier le poème Beowulf, qui permettent de clarifier en partie son contexte, sans qu'il soit possible d'en offrir une lecture parfaitement claire.

## Résumé

### Le fragment
Le fragment débute sur des paroles de Hnæf, qui annonce qu'une armée ennemie se prépare à marcher sur Finnsburh, « le fort de Finn ». Il décrit ensuite les préparations des compagnons de Hnæf, qui se positionnent aux portes du hall : Sigeferth et Eaha à une porte, Ordlaf et Guthlaf à l'autre. Un certain Hengist figure également parmi les défenseurs.
Un soldat de l'armée ennemie, Guthlaf, conseille à son compagnon Guthhere de faire preuve de prudence. Il réclame de savoir qui garde la porte qu'il se prépare à franchir, sur quoi Sigeferth lui répond en proclamant son expérience du combat.
La bataille s'engage ensuite. Sa première victime est Garulf, fils de Guthlaf. Les soixante compagnons de Hnæf parviennent à retenir leurs adversaires pendant cinq jours entiers. À la fin du fragment, un soldat blessé s'adresse à son chef, sans qu'il soit précisé s'il s'agit de Hnæf ou de son ennemi.

### Beowulf
Après sa victoire sur Grendel, Beowulf est célébré comme un héros à Heorot. C'est à l'occasion de ces festivités qu'un barde chante une histoire clairement liée à celle du fragment de Finnsburh (v. 1068-1158). Son récit s'ouvre sur les lamentations de la princesse danoise Hildeburh, dont le fils et le frère ont trouvé la mort face aux Jutes. Ce frère n'est autre que Hnæf. Hildeburh avait été donnée en mariage au Frison Finn afin de mettre un terme à la querelle qui oppose ces deux peuples, mais Hnæf a été tué par des Jutes. L'hiver approchant, Finn conclut un accord avec Hengist, le chef des Danois ayant survécu à l'attaque. Au printemps, Hengist se voit rappeler son devoir de vengeance. Il massacre Finn, pille ses biens et rentre au pays avec Hildeburh.

## Histoire
Le fragment de Finnsburh est publié pour la première fois en 1705 dans le Linguarum Vett. Septentrionalium Thesaurus Grammatico-criticus et Archaelogicus de George Hickes. Celui-ci affirme l'avoir découvert sur une feuille volante insérée dans un manuscrit (peut-être le MS 487) conservé à Lambeth Palace, la résidence londonienne des archevêques de Cantorbéry. Cette feuille n'a jamais été retrouvée, si bien que les éditeurs modernes sont contraints de s'appuyer sur le texte de Hickes pour étudier le fragment, malgré ses imperfections.

## Interprétations
Hans Kuhn a montré que le récit n'est pas basé sur la transposition de faits réels, mais qu'il s'agit d'une légende à base mythologique. Kuhn signale notamment que Finn est le nom d'un personnage qui dans le folklore scandinave tient le même rôle que le géant bâtisseur de la légende contée dans le Gylfaginning de Snorri Sturluson. De la même manière que les dieux de la légende nordique rompent leur serment, se comportent les Danois de Hengest vis-à-vis de Finn à qui ils ont dû jurer fidélité pour passer les mois d'hiver dans son château. 
Pour Donad Ward et Jean Haudry, la légende de Finnsburh montre une concordance remarquable avec le cycle troyen : la princesse danoise Hildeburh équivalente d'Hélène, toutes deux représentantes de l'Aurore de l'année, est reprise par les Jumeaux divins Hnæf et Hengest, à son mari qui représente le Génie de l'hiver. Hnæf et Hengest sont ici les équivalents d'Agamemnon et de Ménélas, victorieux des Frisons, comme ces derniers victorieux des Troyens,,.